# CDB Fodeba
El Club Deportivo Básico Fomento y Desarrollo del Baloncesto, conocido como CDB Fodeba, es un club de baloncesto femenino con sede en Gijón, Principado de Asturias (España). Compite en la Primera Nacional Femenina de baloncesto.

## Historia
Fue fundado en 1977 como club de baloncesto base. En 2010 creo un equipo senior para dar salida a sus jugadoras una vez superada la edad juvenil y comenzó a competir en Autonómica Femenina (denominada Segunda Autonómica hasta 2011 y Primera Autonómica desde entonces), ascendiendo a Primera Nacional Femenina en 2015. En 2018 absorbió al CD Basket Mar, equipo que había sido fundado en 1991 y que competía en Liga Femenina 2, competición en la que tuvo que renunciar a su plaza por motivos económicos al término de la temporada 2017-18. En 2018 también absorbió el baloncesto femenino del Gijón Basket (anterior Club Deportivo Formabasket ).